# Cryphia commixta
Cryphia commixta là một loài bướm đêm trong họ Noctuidae.